# Hinser
Hinser är ett naturreservat i Gothems socken i Region Gotland på Gotland.
Området är naturskyddat sedan 2019 och är 19,7 hektar stort. Reservatet består av gammal kalkbarrskog.